# Mirzə Şəfi Vazeh
Mirzə Şəfi Vazeh (ur. 1794 w Gandży, zm. 1852 w Tbilisi) – azerski poeta piszący po azersku i persku, kontynuujący tradycję poezji azerskiej z XIV wieku.
Jego utwory były tłumaczone na wiele języków europejskich, a muzykę do nich komponowali m.in. Wilhelm Czerwiński, Robert Franz, Anton Rubinstein, Karol Szymanowski, Władysław Tarnowski.

## Rodzina i młodość
Jego dziadek Məhəmməd Şəfi był arystokratą, a ojciec Kərbəlayi Sadıq był architektem, który zaprojektował pałac Dżawad-chana, ostatniego władcy chanatu gandżyjskiego. Edukację odebrał w medresie w Gandży, głównie w zakresie języków arabskiego, perskiego i kaligrafii.
Po śmierci rodziców i brata porzucił szkołę, po części ze względu na sposób kształcenia. Następnie pracował jako kopista, wykorzystując swój talent i wyszkolenie w kaligrafii, a później był sekretarzem i dozorującym w rezydencji córki Dżawad-chana.

## Działalność literacka
W 1840 Vazeh przeniósł się do Tbilisi gdzie, z pomocą swego wychowawcy ze szkoły, którym był Mirzə Fətəli Axundov, otrzymał posadę nauczyciela w szkole dla chłopców. W Tbilisi Vazeh poświęcał czas pisaniu.
W 1844 roku założył literackie stowarzyszenie „Divani-hikmət”, które zrzeszyło wielu wybitnych Azerów, Rosjan i innych cudzoziemskich intelektualistów mieszkających w Tbilisi, m.in. Friedricha Martina von Bodenstedta, niemieckiego poetę i podróżnika, który stał się przyjacielem Vazeha i jego uczniem.
Vazeh rzadko spisywał swoje wiersze a większość z nich spisali i przetłumaczyli jego przyjaciele przy okazji spotkań z nim. Von Bodenstedt był jednym z głównych tłumaczy Vazeha na niemiecki, po powrocie do Niemiec, w 1851 roku opublikował tomik „Die Lieder des Mirza-Schaffy”. Książka stała się popularna, była wielokrotnie wznawiana i tłumaczona na inne języki. Jednakże po śmierci Vazeha w 1852 roku Friedrich von Bodenstedt zaprzeczył autorstwu Vazeha, twierdząc, że były to jego własne wiersze i przedstawił je jako napisane przez Vazeha tylko po to, aby ich egzotyczne pochodzenie przyciągnęło czytelników.
Wiersze Vazeha, które zostały przetłumaczone i opublikowane w Europie w XIX wieku zwróciły na niego uwagę w Azerbejdżanie, gdzie był popularny zwłaszcza w początku XX wieku. Filolodzy azerscy Salman Mümtaz i H. Həmidzadə odegrali kluczową rolę w zebraniu i publikowaniu oryginalnych wierszy Vazeha, które zachowały się do dziś.
W swych poezjach Vazeh chwali radości życia i mądrości i dobroć człowieka.